# Frida Schoy
Pour les articles homonymes, voir Schoy.
Frida Schoy (Duisbourg, 23 novembre 1889 - Essen, 31 août 1962) est une femme relieur allemande.

## Biographie
Née Friederike Anna Elisabeth Ettwig est active à Essen. Elle est l'une des relieuses les plus célèbres de son temps. Frida Schoy cultive un style pragmatique, strict, techniquement toujours extrêmement précis.
Frida Schoy a suivi une formation de relieur à l'École des Arts et Métiers d'Essen de 1915 à 1917. L'un de ses professeurs fut Otto Dorfner.

## Collections
- Bibliothèque nationale d'Allemagne